# Andreï Zouïev
Pour les articles homonymes, voir Zouïev.
Temple de la renommée russe : 1993
Andreï Aleksandrovitch Zouïev - en russe : Андрей Александрович Зуев et en anglais : Andrei Zuyev (né le 18 mai 1964 en URSS) est un joueur professionnel russe de hockey sur glace, devenu entraîneur.

## Carrière de joueur

### Carrière en club
En 1983, il commence sa carrière avec le Metallourg Tcheliabinsk dans le championnat d'URSS. De 1986 à 1989, il évolue avec l'Automobilist Sverdlovsk. Il a ensuite porté les couleurs du Traktor Tcheliabinsk et du Metchel Tcheliabinsk dans la Superliga, l'élite russe. Il met un terme à sa carrière de joueur en 2004 après deux saisons dans la Vyschaïa Liga. Il est devenu entraîneur des gardiens au Traktor.

### Carrière internationale
Il a représenté la Russie En équipe nationale. Il a participé aux Jeux olympiques d'hiver de 1994 conclus par une quatrième place. La Russie remporte la médaille d'or au championnat du monde 1993. Il a également été sélectionné en 1995.